# Disney XD
Disney XD dječji je program u vlasništvu tvrtke The Walt Disney Company, prijašnjeg naziva Toon Disney. Emitira animirane serije za djecu od 9 do 14 godina, a dio programa namijenjen je mlađim tinejdžerima. Tijekom 2009. godine pojavile su se lokalne verzije za države poput Poljske, Španjolske, Francuske, Njemačke, Ujedinjenog Kraljevstva, Irske i u državama Latinske Amerike te Skandinavije, tj. svugdje gdje postoji Toon Disney i/ili Jetix.
U Hrvatskoj može se pratiti srpska verzija s hrvatskim titlom. Kanal je dostupan preko Total TV i ostalih operatera.

## Vanjske poveznice
- Službena stranica The Walt Disney Company
- Službena stranica Disney XD